# Батальйон поліції «Слобожанщина»
Спецбатальйо́н «Слобожа́нщина» — колишній добровольчий батальйон патрульної служби міліції особливого призначення (БПСМОП), який був створений в червні 2014 року в структурі ГУ МВС України в Харківській області. Був розформований у вересні 2015 року за підозрою у підготовці до серії замахів на вбивство. 

## Історія
27 липня 2014 року батальйон вирушив в зону АТО для участі в бойових діях проти терористів та російських загарбників.
2 серпня 2014 року, командир БПСМОП «Слобожанщина» старший лейтенант міліції Андрій Янголенко «за особисту мужність і героїзм, виявлені у захисті державного суверенітету та територіальної цілісності України» був нагороджений медаллю «За військову службу Україні».

### Інциденти
У жовтні 2014 року, за повідомленням першого заступника прокурора Харківської області Валерія Романова, 30 міліціонерів із батальйону «Слобожанщина» написали колективну заяву про злочини проти мирних жителів та знущання над підлеглими під час перебування на Донбасі, нібито вчинені із відома Андрія Янголенко:
 Відкриту в Харківській прокуратурі справу передали в прокуратуру Донецької області. Батальйон «Слобожанщина» продовжив виконувати бойові завдання, на період розслідування був призначений т.в.о. командира батальйону — командир полку патрульної служби Харківського міського управління МВС Михайло Катана. Сам Андрій Янголенко усі звинувачення спростував. 

10 листопада 2014 року, Голова МВС України Арсен Аваков прибув до м. Харкова, де провів нараду з керівництвом ГУ МВС України в Харківській області та командирами спецпідрозділів патрульної служби міліції особливого призначення дислокованих у області (батальйон «Слобожанщина», батальйон «Харків-1», рота «Харків-2»), на якій виказав довіру обом братам Янголенко. Він зробив наступний запис у соціальних мережах:
 По скарзі була створена спеціальна комісія ГУ МВС України в Харківській області на чолі із начальником обласного управління міліції Анатолієм Дмитрієвим. Для перевірки фактів її члени виїжджали у Донецьку область.
23 лютого 2023 року, відносно колишнього командира БПСМОП «Слобожанщина» Андрія Янголенко, Київським районним судом м. Харкова було обрано запобіжний захід з триманням під вартою у слідчому ізоляторі до 17 березня. Янголенка підозрюють в організації злочинної групи. За версією слідства, керівник підрозділу створив групу з бійців підрозділу, які грабували людей і незаконно зберігали зброю.

### Розформування
11 вересня 2015 року, Служба безпеки України затримала командира батальйону "Слобожанщина" за підозрою в підготовці до вбивства міністра внутрішніх справ України Арсена Авакова. Пресслужба СБУ повідомляла: "Служба безпеки України спільно з Головною військовою прокуратурою попередили вбивство міністра внутрішніх справ та інших замовних вбивств у Києві та Харкові". Наголошується, що викрите злочинне угрупування, яке очолював командира батальйону, готувало вбивства високопоставлених співробітників міліції, депутата Верховної Ради України, волонтерів та бізнесменів